# E. Baudelot & Cie
La maison de parfums et beauté E. Baudelot & Cie (en cyrillique, Э. БОДЛО И Кo) est établie en Russie, à Moscou, en 1892. À l'époque pré-révolutionnaire, son activité principale est la fabrication et la production de savons, parfums et eau de Cologne.

## Fondateur
Son fondateur, Emile Baudelot (en cyrillique, Эмиль Бодло), né en 1838 et mort en 1916, est un artisan et entrepreneur français qui se forme à l'art de la parfumerie fine, en Italie. Appréciant l'effervescence d'une bourgeoisie de la Russie du tsar Alexandre III, il décide de poursuivre sa vocation à Moscou où il projettera avec audace ses créations dans un univers haut de gamme.

Il commence ses activités avec l’installation, en 1875, d’un petit atelier. Une dizaine d'années plus tard, son succès lui permet de bâtir, avec ses associés, une usine et des logements ouvriers, situés dans le centre de Moscou, au 3e district, 49-51 rue Meshchanskaya, aujourd’hui rue Shchepkina. L'usine est enregistrée sous le nom Victoria Regina. Le bâtiment sera détruit, en 1980, pour laisser place au complexe sportif Olimpiisky Indoor Arena.

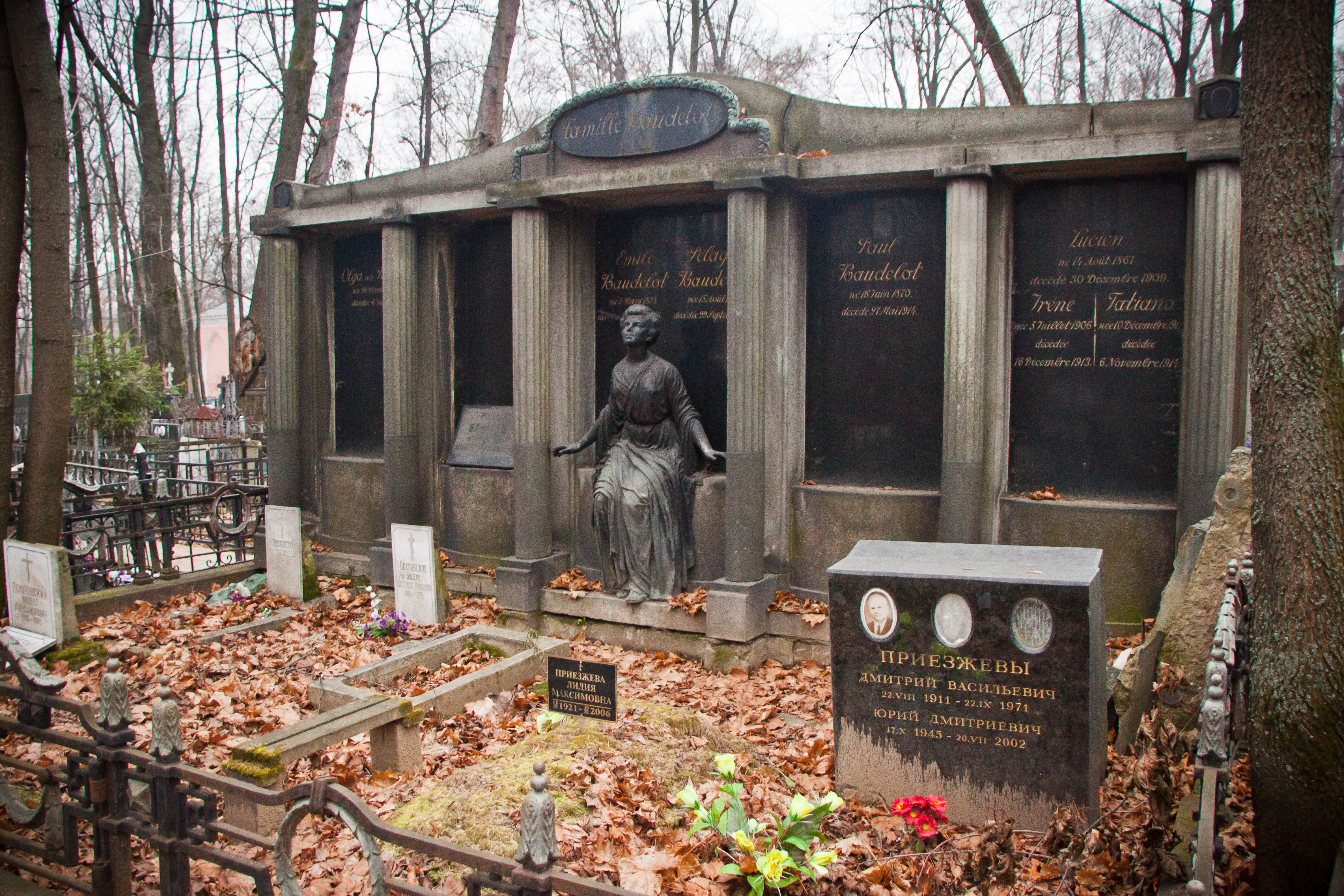
Caveau funéraire de la famille Baudelot, cimetière Vvedenskoïe, Moscou

Emile Baudelot, son épouse Pélagie Baudelot née en 1833 et morte en 1913, ainsi qu’une partie de sa descendance, reposent à l'Est de Moscou, au cimetière Vvedenskoïe. Le caveau funéraire familial, classé monument d'importance régionale, est enregistré au registre d'État unifié des objets du patrimoine culturel des peuples de la fédération de Russie.

## Créations et publicité
En 1913, l’entreprise E. Baudelot & Cie fait partie des grandes enseignes de parfums de Russie. Elle dispose d'un commerce de détail au 3, rue Teatral'nyy Proyezd, puis distribue ses produits au Upper Trading Rows, l’actuel grand magasin GOUM, situé sur la place Rouge de Moscou.
E. Baudelot & Cie s’inscrit dans un marché du parfums et de l’hygiène où la concurrence est rude. L’entreprise y côtoie d’autres noms français prestigieux tels que Brocard & Cie, Rallet, Gueldy et Siou fils et Cie.
Pour lutter contre le plagiat sur ses savons Royal Congo, fabriqués à base d’oléo-vaseline, la marque utilise la presse pour indiquer aux consommateurs comment distinguer l’original de la contrefaçon. Elle se différencie également par des associations artistiques subtiles et innovantes. En 1910, E. Baudelot & Cie édite et fait ajouter, à l’intérieur des coffrets poudre La Princesse Cygne, un livret comportant le Conte du tsar Saltan.
Baudelot et ses partenaires voyagent dans le monde à la recherche de matières-premières, savoir-faire et nouvelles fragrances. La plus grande création à succès de la parfumerie est l’eau de Cologne Lilas Fleuri. Le compositeur Oscar Knaub créera, pour le compte de la marque, une partition de valse qui sera glissée dans les coffrets de cette eau de Cologne.

## Nationalisation
Après la révolution russe de 1917, la société E. Baudelot & Cie est nationalisée et réquisitionnée. La fabrique est rebaptisée Savonnerie n°12. Les emballages des produits ainsi que les publicités sont estampillés de ce numéro.
En 1928, l’usine fusionne avec d’autres fabricants de savons pour former la MAK. L'organisation est ensuite transférée sous l'actuelle Moscow Cosmetic Factory Rassvet (en russe, Рассвет).

## Baudelot Frères
Les descendants d’Emile Baudelot, qui ont survécu, sont contraints de quitter la Russie, ainsi que leurs biens, pour se réfugier en France, à Paris et en Normandie.
Henri Baudelot (1874-1934), l'un des fils d’Emile Baudelot, relance l’activité familiale, en 1922, au 30-32 boulevard de l'Hôpital-Stell, à Reuil-Malmaison, en créant la Savonnerie-Parfumerie Baudelot Frères SARL. Les parfums Chypre, Lilas, Misalby et Muguet, aux flacons style art-déco, verront le jour. La société fermera. La marque Baudelot ne retrouvera pas sa notoriété.